# Abborrtjärnen (Torps socken, Medelpad, 691571-151186)
Abborrtjärnen är en sjö i Ånge kommun i Medelpad och ingår i Delångersåns huvudavrinningsområde.